# Бен-Ціон Томер
Бен-Ціон Томер (івр. בן-ציון תומר; 1928, Білгорай, Польща — 21 квітня 1998, Тель-Авів) — ізраїльський поет.
Народився у польському місті Білгорай. Під час Другої світової війни опинився у Сибіру. У 1943 році його серед тегеранських дітей переправили в Палестину.
Проживав у кібуцах. Навчався в Єврейському університеті та Європі. Декілька років працював у Бразилії. Викладав літературу, був посланником МЗС з питань культури, помічником міністра освіти і культури.
Писав вірші, прозу та п'єси. Перекладав з польської та російської мов.
П'єса «Діти тіні» була поставлена в 1962 році в театрі «Габіма», також у США і Канаді. Вважається класикою ізраїльської літератури, вивчається у школі[джерело?].
Є лауреатом багатьох премій, зокрема Премії ізраїльського уряду (1993)[джерело?].